# Fredrik Modin
Fredrik Modin, född 8 oktober 1974 i Sundsvall, är en svensk före detta professionell ishockeyspelare. 
Modin vann Stanley Cup med Tampa Bay Lightning 2004. Han tog även VM-guld 1998. I och med guldmedaljen i OS 2006 i Turin blev han den 18:e medlemmen i den exklusiva Trippelguldklubben. Modin spelade säsongen 2010–11 för Calgary Flames, vilket blev hans sista klubb.

## Allsvenskan och Elitserien
Fredrik Modin har precis som Henrik Zetterberg Njurunda SK som moderklubb och gick i likhet med denne som pojklagsspelare vidare till Timrå IK. A-lagsdebuten skedde 1991 för IF Sundsvall/Timrå Hockey i Allsvenskan. Efter tre säsonger värvades han säsongen 1994–95 till Elitserien av Brynäs IF där han snabbt blev en tongivande spelare. Han fick vara med och spela SM-final under sin första säsong i Elitserien där Brynäs mötte HV 71. HV 71 gick som segrande lag med 3-2 i matcher. Säsongen 1995–96 fick Modin vara med och hjälpa Brynäs kvar i Elitserien då laget hamnade i Kvalserien. Som plåster på såren fick han senare under våren 1996 göra debut i VM för Tre Kronor. Modin återvände till Elitserien säsongen 2004–05 då det pågick en spelarstrejk i NHL. Han spelade då för Timrå IK där han gjorde 36 poäng på 43 matcher. Sammanlagt har han spelat 102 seriematcher i Elitserien och noterats för 67 poäng.

## NHL
Fredrik Modin inledde sin NHL-karriär i Toronto Maple Leafs säsongen 1996–97, samma lag som han listades av som 64:e spelare totalt i NHL-draften 1994. Han spelade tre säsonger för Toronto. Inför säsongen 1999–00 byttes han bort till Tampa Bay Lightning. I Tampa Bay fick han en större roll än den han hade i Toronto och var med och byggde upp det lag som vann Stanley Cup säsongen 2003–04. Modin hade stor del i succén då han gjorde 19 poäng på de 23 slutspelsmatcher som han spelade. Efter sex framgångsrika säsonger i Tampa Bay byttes Modin inför säsongen 2006–07 bort till Columbus Blue Jackets där han spelade i drygt fyra säsonger. Tiden i Columbus blev misslyckad då flera långa skadeperioder satte honom ur spel. Han avslutade säsongen 2009–10 med Los Angeles Kings där han spelade 20 matcher. Säsongen 2010–11 inledde Modin med att spela för Atlanta Trashers. Han byttes under senare delen av säsongen bort till Calgary Flames som blev hans sjätte NHL-klubb. Modin var en pålitlig målskytt och hade efter säsongen 2010–11 gjort sammanlagt 232 mål och 462 poäng på 898 grundseriematcher i NHL. 2001 fick han chansen att spela en All-Star match. Modin har gjort sig mest känd i NHL för sitt mycket hårda slagskott. Den 19 maj 2011 meddelade Modin att han avslutar sin karriär på grund av ryggproblem.

## Landslaget
Fredrik Modin var med och vann silver i JVM med Småkronorna 1994. Han var även med och vann VM-guld med Tre Kronor 1998. Under Olympiska vinterspelen 2006 var han med och vann guld och blev därmed 18:e medlemmen i Trippelguldklubben. Modin har även deltagit i ytterligare tre VM-turneringar samt i World Cup 2004 där han gjorde 4 mål och 4 assist på 4 matcher. Det räckte för att vinna turneringens poängliga och bli uttagen till turneringens All-Star-lag. Modin ingick även i Sveriges trupp till Olympiska vinterspelen 2010 där han spelade 3 matcher. Sammanlagt har han spelat 73 A-landskamper.

## Statistik

### Klubbkarriär
| 1991–92            | IF Sundsvall/Timrå Hockey | Allsvenskan        | 11  | 1   | 0   | 1   | 0   | –  | –  | –  | –  | –  |
| 1992–93            | IF Sundsvall/Timrå Hockey | Allsvenskan        | 30  | 5   | 7   | 12  | 12  | 5  | 1  | 0  | 1  | 0  |
| 1993–94            | IF Sundsvall/Timrå Hockey | Allsvenskan        | 32  | 16  | 16  | 32  | 34  | 2  | 0  | 1  | 1  | 6  |
| 1994–95            | Brynäs IF                 | Elitserien         | 37  | 9   | 10  | 19  | 31  | 14 | 4  | 4  | 8  | 6  |
| 1995–96            | Brynäs IF                 | Elitserien         | 22  | 4   | 8   | 12  | 22  | –  | –  | –  | –  | –  |
| 1996–97            | Toronto Maple Leafs       | NHL                | 76  | 6   | 7   | 13  | 24  | –  | –  | –  | –  | –  |
| 1997–98            | Toronto Maple Leafs       | NHL                | 74  | 16  | 16  | 32  | 32  | –  | –  | –  | –  | –  |
| 1998–99            | Toronto Maple Leafs       | NHL                | 67  | 16  | 15  | 31  | 35  | 8  | 0  | 0  | 0  | 6  |
| 1999–00            | Tampa Bay Lightning       | NHL                | 80  | 22  | 26  | 48  | 18  | –  | –  | –  | –  | –  |
| 2000–01            | Tampa Bay Lightning       | NHL                | 76  | 32  | 24  | 56  | 48  | –  | –  | –  | –  | –  |
| 2001–02            | Tampa Bay Lightning       | NHL                | 54  | 14  | 17  | 31  | 27  | –  | –  | –  | –  | –  |
| 2002–03            | Tampa Bay Lightning       | NHL                | 76  | 17  | 23  | 40  | 43  | 11 | 2  | 0  | 2  | 18 |
| 2003–04            | Tampa Bay Lightning       | NHL                | 82  | 29  | 28  | 57  | 32  | 23 | 8  | 11 | 19 | 10 |
| 2004–05            | Timrå IK                  | Elitserien         | 43  | 12  | 24  | 36  | 58  | 7  | 1  | 1  | 2  | 8  |
| 2005–06            | Tampa Bay Lightning       | NHL                | 77  | 31  | 23  | 54  | 56  | 5  | 0  | 0  | 0  | 6  |
| 2006–07            | Columbus Blue Jackets     | NHL                | 79  | 22  | 20  | 42  | 50  | –  | –  | –  | –  | –  |
| 2007–08            | Columbus Blue Jackets     | NHL                | 23  | 6   | 6   | 12  | 20  | –  | –  | –  | –  | –  |
| 2008–09            | Columbus Blue Jackets     | NHL                | 50  | 9   | 16  | 25  | 28  | 4  | 1  | 0  | 1  | 0  |
| 2009-10            | Columbus Blue Jackets     | NHL                | 24  | 2   | 4   | 6   | 12  | –  | –  | –  | –  | –  |
| 2009-10            | Los Angeles Kings         | NHL                | 20  | 3   | 2   | 5   | 14  | 6  | 3  | 1  | 4  | 2  |
| 2010-11            | Atlanta Trashers          | NHL                | 36  | 7   | 3   | 10  | 12  | –  | –  | –  | –  | –  |
| 2010-11            | Calgary Flames            | NHL                | 4   | 0   | 0   | 0   | 2   | –  | –  | –  | –  | –  |
| Allsvenskan totalt | Allsvenskan totalt        | Allsvenskan totalt | 73  | 22  | 23  | 45  | 46  | 7  | 1  | 1  | 2  | 6  |
| Elitserien totalt  | Elitserien totalt         | Elitserien totalt  | 102 | 25  | 42  | 67  | 111 | 21 | 5  | 5  | 10 | 14 |
| NHL totalt         | NHL totalt                | NHL totalt         | 898 | 232 | 230 | 462 | 453 | 57 | 14 | 12 | 26 | 42 |

## Meriter
- 73 A-landskamper
- 17 B-landskamper
- 16 J-landskamper
- JVM-silver 1994
- VM-sexa 1996
- VM-guld 1998
- VM-sjua 2000
- VM-brons 2001
- NHL All-Star match 2001
- Stanley Cup mästare 2004
- World Cup femma 2004
- All-Star laget,World Cup 2004
- Poängetta i World Cup 2004
- OS-Guld 2006
- Trippelguldklubben 2006